# Brunsbo biskopsgård
Brunsbo biskopsgård, eller Brunnsbo, är en biskopsgård utanför Skara och i Skånings-Åsaka socken.
Gården är belägen 3 km öster om Skara tätort. Den hette ursprungligen Bryniulfsboda efter biskop Brynolf (II) Karlsson i Skara stift, som inköpte gården i början av 1400-talet, och gjorde den till biskopsgård för stiftet. Efter Magnus Haraldssons flykt 1529 indrogs egendomen till kronan, men gjordes 1577 på nytt till biskopssäte. 
Carl von Linné besökte biskop Daniel Juslenius under sin Västgötaresa den 26 juni 1746, då han kom till biskopsgården Brunsbo. I sin resejournal skrev Linné: "Brunsbo, biskopens säte låg en kvart ifrån Skara; här sökte jag att rekommendera historiam naturalem hos herr biskopen doktor Juslenius att för den studerande ungdomen läsas."
Hjalmar Danell var med sin familj den siste Skarabiskopen som bodde på Brunsbo. Efter det att han 1935 blivit emeritus beslöts att biskopen hädanefter skulle bo inne i Skara och en ny biskopsgård uppfördes vid Malmgatan.
Idag är gården gästgiveri och konferensanläggning. Norr om biskopsgården ligger Brunsbo äng som är ett naturreservat sedan 1972.